# Svatý obrázek

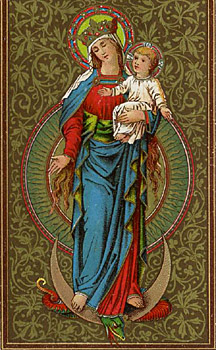
Svatý obrázek z přelomu 19. a 20. století

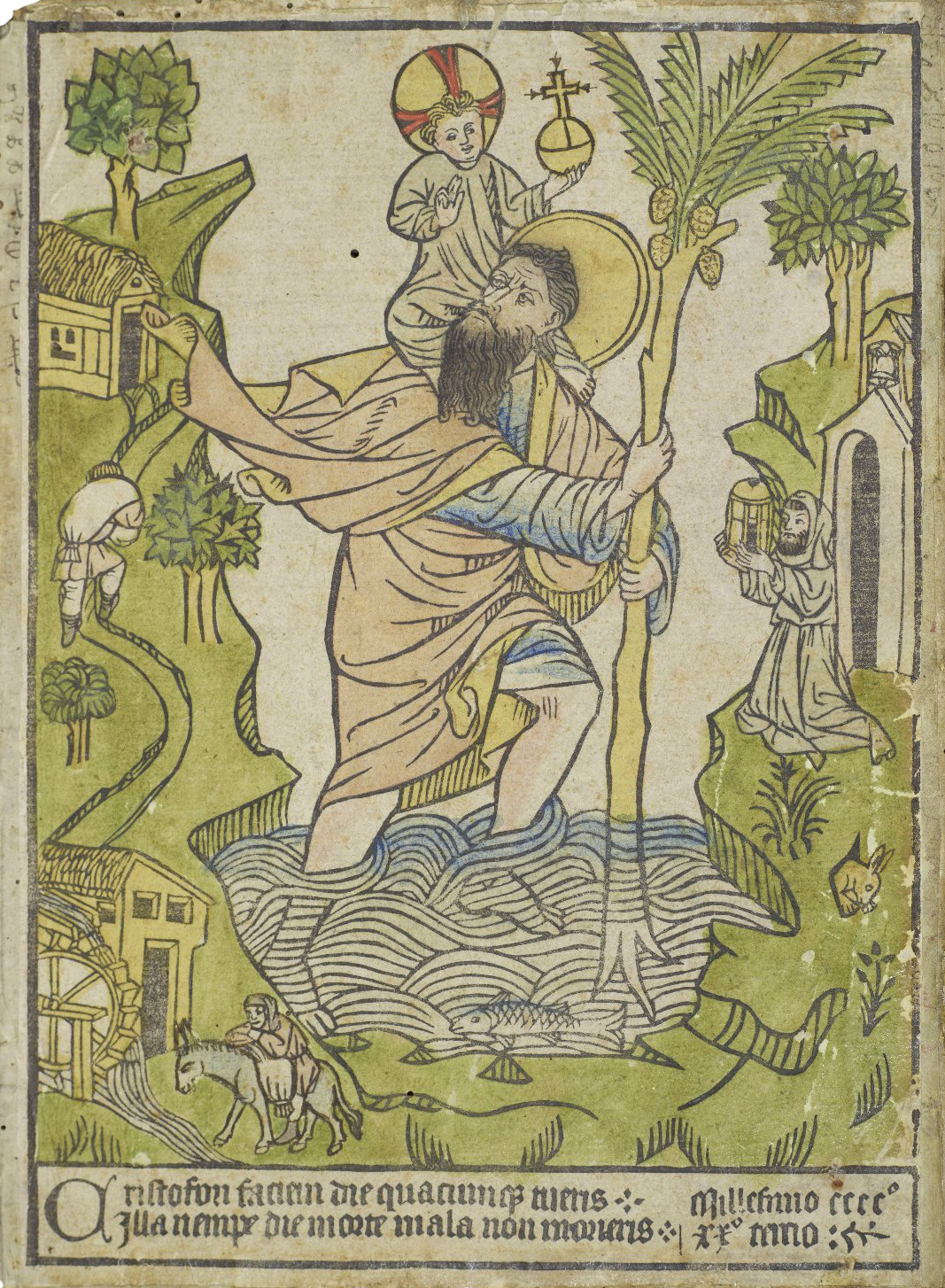
nejstarší evropský svatý obrázek z roku 1423, sv. Kryštof, dřevořez

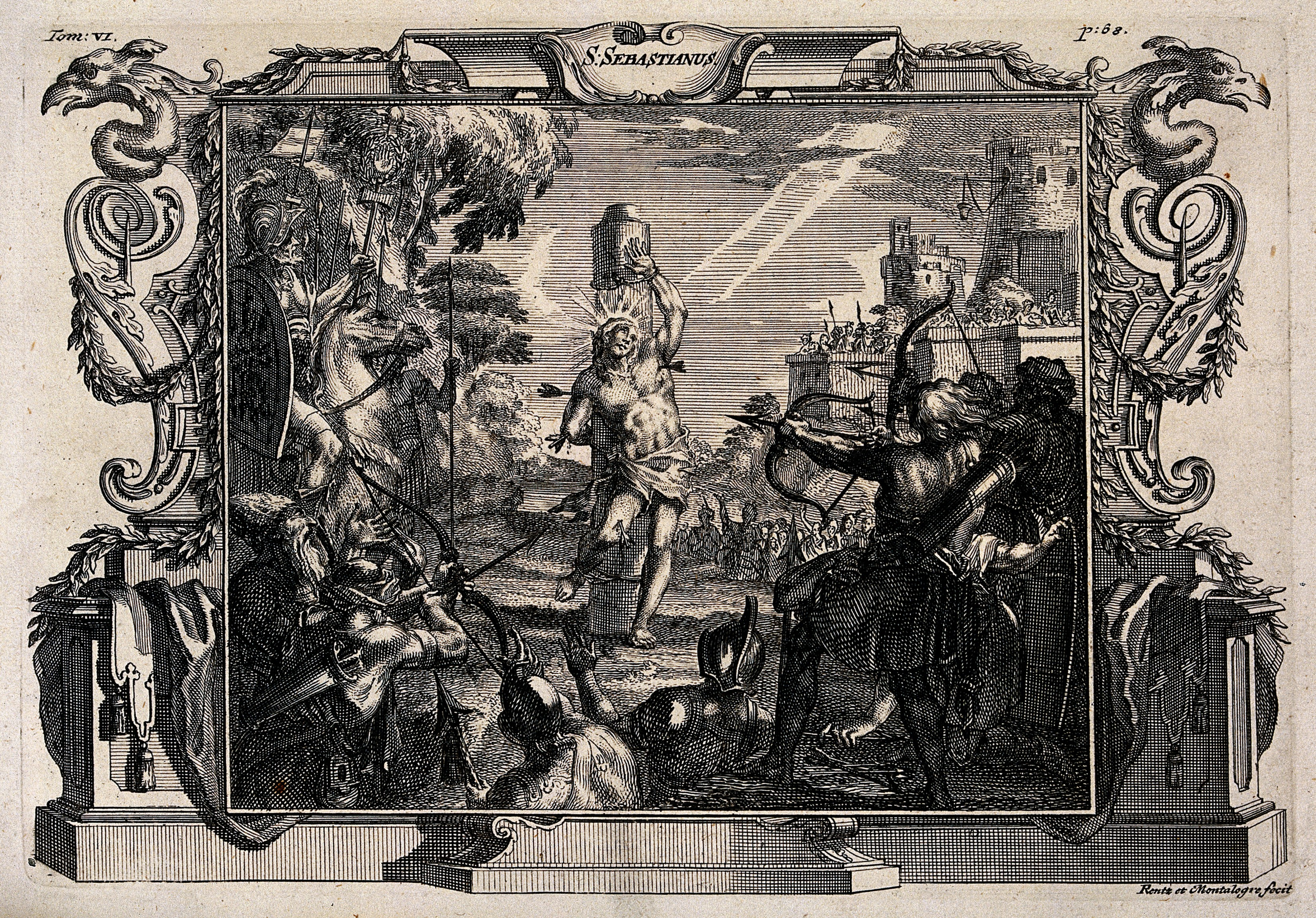
Mučednictví sv.Šebestiána, barokní rytina Michaela Jindřicha Rentze, kolem 1720

Svatý obrázek, též devoční grafika, je lístek papíru či kartička s vyobrazením Ježíše Krista, Panny Marie, jiného světce, křesťanského emblému nebo určité události z dějin spásy, který může sloužit jako devocionálie, upomínka na křest, první svaté přijímání, zpověď, návštěvu poutního místa nebo podobnou příležitost. Na jejím spodním okraji nebo na zadní straně někdy bývá nápis, krátký text nebo celá modlitba. Jako svatý obrázek se také označuje ikona, obraz (popř. socha) s obdobným motivem, jímž je vyzdobena kaplička či Boží muka nebo který je pověšen na sloup či na strom.

## Devoční grafika v Čechách
Poté, co byl roku 1801 zakázán dovoz devoční grafiky do zemí habsburské monarchie, nastal v Praze prudký rozvoj její výroby. Vzniklo zde okolo šedesáti tiskáren a dílen, např. dílna Dominika Mauliniho. Útlum těchto malých dílen proběhl v šedesátých letech 19. století, kdy se výroba přesouvala do větších vydavatelství v Rakousku, Německu a Francii.